# Amtrak Police Department
Das Amtrak Police Department (APD) ist eine Bundesbehörde in den Vereinigten Staaten. Es übt die polizeilichen Aufgaben im Bahnbetrieb der Amtrak aus.

## Aufgaben und Organisation
Das Amtrak Police Department beschützt die Schieneninfrastruktur sowie die Passagiere und Beschäftigten von Amtrak. Dazu stehen rund 500 Mitarbeiter an über 30 Standorten zur Verfügung.
Das APD verfügt unter anderem über Streifenbeamte und Diensthunde, welche vor allem für die Sprengstoffsuche ausgebildet sind. Des Weiteren gibt es auch Drogenspürhunde. Das Office of Intelligence and Analysis (OIA) ist ein Nachrichtendienst, welcher potentielle Bedrohungen und Anschläge analysiert. Das Office of Professional Responsibilities (OPF) untersucht alle Vorwürfe von Fehlverhalten durch Beamte des APD. Die Abteilung Support Operations erfüllt logistische Aufgaben. Das National Communications Center (NCC) übernimmt die Koordination der Kommunikation unter den Beamten und nimmt Notrufe entgegen.

## Ausbildung und Einstellung
Es wird bei der Einstellung in drei Bereiche unterteilt, nämlich in Polizeibeamte, Sicherheitspersonal und Mitarbeiter in der Kommunikation. Diese müssen folgende Einstellungsvoraussetzungen erfüllen:
Polizeibeamte:
- mindestens 21 Jahre alt

- US-Staatsbürger
- Highschool-Abschluss
- Führerschein
- können im Bundesstaat ihres Wohnorts oder zukünftigen Dienstortes Polizist werden
- Bestehen des Einstellungstest

Sicherheitspersonal:
- mindestens 21 Jahre alt

- US-Staatsbürger
- Highschool-Abschluss
- Führerschein
- Bestehen des Einstellungstest

Mitarbeiter Kommunikation:
- mindestens 21 Jahre alt

- US-Staatsbürger
- Highschool-Abschluss
- Bestehen des Einstellungstest

Der Einstellungstest besteht aus acht Stationen, unter anderem medizinischen und psychologischen Tests, sowie schriftlichen und mündlichen Prüfungen. Der ganze Bewerbungsprozess kann bis zu 12 Monaten dauern. Der Gehalt für Polizeibeamte unterscheidet sich nach dem Dienstort. Das Einstiegsgehalt in Washington D.C. liegt jährlich bei rund 58.800 $ und in Kalifornien bei rund 76.000 $.